# Letord 2
Letord 2 est un avion militaire de la Première Guerre mondiale.